# Le Professeur de lettres
Le Professeur de lettres est une nouvelle de vingt pages d'Anton Tchekhov (en russe : Outchitel slovesnosti).

## Historique
Le Professeur de lettres est initialement publié en deux parties dans la revue russe Temps nouveaux. La première partie dans le numéro 4940, du 28 novembre 1889, sous le titre Des gens ordinaires. Le chapitre deux dans la revue Les Nouvelles russes, numéro 188, du 10 juillet 1894. 

## Résumé
Nikitine, vingt-six ans, est professeur au lycée. Il fréquente assidûment la famille Chelestov, car il est amoureux de leur fille Macha, 19 ans.
Aujourd’hui, il sort à cheval avec son père, Varia, sa sœur, et des amis de Macha. C’est une belle journée qui se finit tard chez les Chelestov. Nikitine rentre dans l’appartement qu’il partage avec son collègue Hippolytych, professeur de géographie. Il est furieux de ne pas avoir fait sa déclaration.
Le lendemain, prenant son courage a deux mains, il va chez les Chelestov et fait sa déclaration à Macha qui n’attendait que cela. Suit le mariage, et le dépit de Varia de ne pas se marier avant sa sœur cadette. 
Le temps passe. Hippolytych meurt de maladie. L’hiver arrive, et les premiers signes d’ennui pour Nikitine. N’en pouvant plus, il prend le train et fuit à Moscou.

## Édition française
- Le Professeur de lettres , traduit par Édouard Parayre, révision de Lily Denis, éditions Gallimard, Bibliothèque de la Pléiade, 1971  (ISBN 2 07 0106 28 4).